# گذرنامه آلمانی

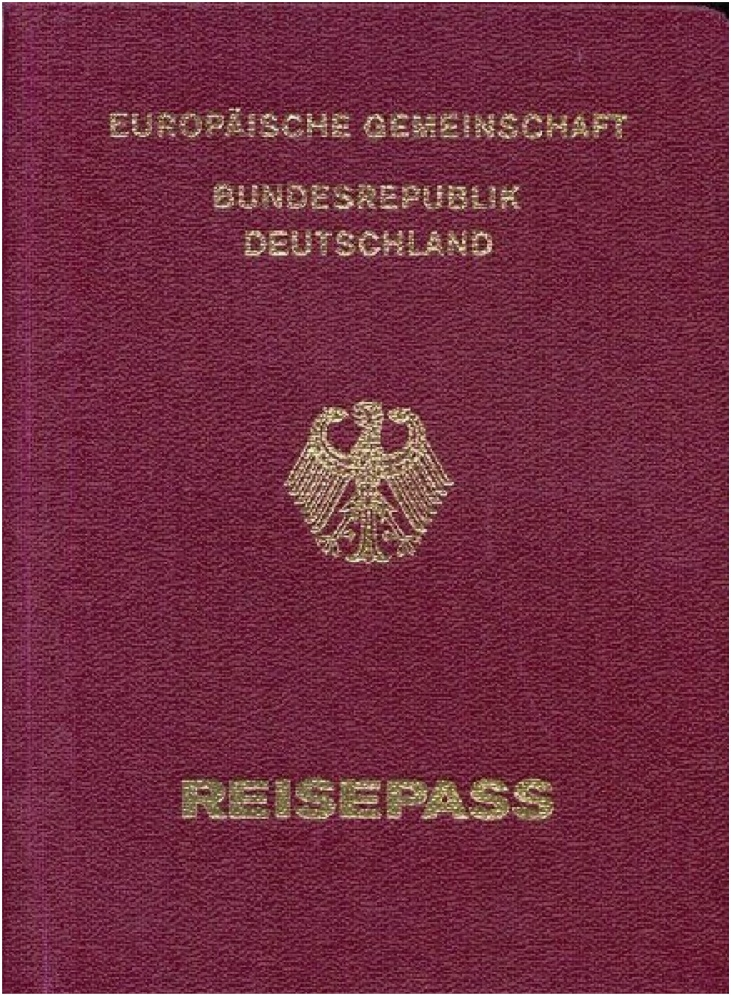
نمایی از یک‌نسخه گذرنامهٔ آلمانی در سال ۲۰۱۱

گذرنامهٔ آلمانی یک مدرک سفر بین‌المللی است که توسط کشور آلمان صادر می‌شود. دارندگان این گذرنامه بر اساس رتبه‌بندی شناسهٔ گذرنامهٔ هنلی در سال ۲۰۲۳ میلادی می‌توانستند بدون ویزا به ۱۹۲ مقصد سفر نمایند یا ویزا را در بدو ورود دریافت کنند. این گذرنامه در فهرست شناسهٔ گذرنامهٔ هنلی در سال ۲۰۲۳ در رتبهٔ ۱ (همراه با اسپانیا و سنگاپور) قرار داشت.